# Риека (аэропорт)
Аэропорт «Риека» (хорв. Zračna luka Rijeka) (ИАТА: RJK, ИКАО: LDRI) — аэропорт, находящийся в Риеке, Хорватия. Он расположен на острове Крк, в 27 км от железнодорожной станции Риека. Соединён с городом Крским мостом. Большая часть пассажиропотока аэропорта состоит из туристов, прилетающих на северо-хорватское побережье и пользующихся услугами недорогих европейских авиакомпаний. Пассажиропоток на 2019 год составлял 200 841 пассажиров.